# قلعه فهندژ
قلعه فَهَندِژ(پَهن دژ) مربوط به  هخامنشیان است و در شیراز، بلوار بوستان، روبروی باغ دلگشا، بالای کوه واقع شده و این اثر در تاریخ ۱۱ دی ۱۳۸۰ با شمارهٔ ثبت ۴۵۲۴ به‌عنوان یکی از آثار ملی ایران به ثبت رسیده‌است.